# Ayrton Senna
Ayrton Senna da Silva ([aˈiɾtõ ˈsenɐ dɐ ˈsiwvɐ]) (São Paulo, 21. ožujka 1960. – Bologna, 1. svibnja 1994.) bio je brazilski vozač Formule 1 poznat pod nadimkom Kišni čovjek. Poginuo je u nesreći na VN San Marina u Imoli.
Smatra se jednim od najboljih i najtalentiranijih vozača Formule 1 u povijesti.

## Rani život
Senna se rodio u São Paulu, glavnom gradu istoimene brazilske federalne države, kao sin imućnog oca koji je ubrzo razvio njegovo zanimanje za automobilizam. Potaknut od oca, trkaćeg entuzijasta, Senna je sjeo u svoj prvi kart-bolid u dobi od četiri godine. Ušao je u karting natjecanja kada je to zakon dopuštao, u dobi od trinaest godina. Svoju prvu utrku opisao je u dokumentarnom filmu napravljenom u ranim osamdesetim godinama 20. stoljeća, govoreći kako su staze rađene na ulicama i parkiralištima, a startne pozicije zapisivane na papirićima, te bi se potom izvlačile iz jedne kacige, a izvučeni broj označavao bi startnu poziciju. Broj koji je izvukao u svojoj prvoj utrci bio je broj 1, što je značilo da u svojoj prvoj utrci ikad starta s pole positiona. Iako su drugi vozači bili mnogo iskusniji i brži od Ayrtona, nisu se mogli nositi s njime na dugim ravninama zbog male Ayrtonove mase u odnosu na odrasle vozače. U istom dokumentarcu izjavio je kako je zaostajao za svim vozačima u zavojima, te da ga je jedan vozač zakačio s leđa i izbacio iz utrke. No, 1977. godine osvojio je Južnoameričko Kart prvenstvo, te nekoliko puta bio drugi na Svjetskim Kart prvenstvima, no nikada ga nije osvojio.
Odlaskom u Europu 1981. godine, pristupio je natjecanju British Formula Ford 1600, koje je osvojio. Iste godine je prisvojio majčino krsno prezime, Senna, jer je da Silva vrlo često prezime u Brazilu. Iduće, 1982. godine, Senna osvaja još dvije titule; britansku i europsku, za pobjedu u natjecanju Formula Ford 2000 Championships.
Godina 1983. donijela je rivalitet s Martinom Brundleom u Formuli 3. U tom natjecanju Ayrton je među ostalim, osvojio i prestižnu utrku u Macauu s momčadi Teddyja Yipa, Theodore Racing Team, iako je ta momčad zapravo bila pod drugom momčadi za koju se natjecao Brundle, West Surrey Racing. Nakon testiranja za momčadi iz F1, Williams, Brabham, McLaren i Toleman, osigurao je nastup u Formuli 1 za sezonu 1984.

## U Formuli 1
Toleman je bila mala momčad u usporedbi s većim onoga vremena, kao i danas veliki McLaren ili Williams i Brabham. Usprkos tomu, momčad je razvila pristojan automobil s Hartovim motorom, u kojemu se Sennin talent počeo primjećivati. Ostvario je prvi bod u VN JAR-a, 7. travnja 1984. godine, na stazi Kyalami. Prve tri utrke i ukupno dva boda bile su samo početak, jer je pravi utisak svijetu F1 ostavio na kišnoj utrci u VN Monaka. U subotu je izborio start na trinaestom (13.) mjestu, no tijekom utrke, koja je na glasu kao nemoguća za pretjecanje tijekom suhog, počeo je prestizati većinu vozača. U devetnaestom (19.) krugu prestigao je drugoplasiranog u utrci, tada dvostrukog, kasnije i trostrukog svjetskog prvaka, Nikija Laudu, te zatim ganjao Alaina Prosta i prvo mjesto u utrci. No, kiša je toliko onemogućila uvjete da je utrka prekinuta u trideset prvom (31.) krugu, a svim vozačima koji su do trenutka prekida utrke bili u poziciji osvajanja bodova, oni su prepolovljeni. (Ovo je imalo nesretan učinak na Prosta. Pola bodova koje je zaslužio prvim mjestom (pet umjesto deset) nisu bila dovoljna za osvajanje titule svjetskog prvaka, a da je osvojio sve bodove, imao bi dovoljno bodova da postane prvak. Bilo je potrebno odvoziti još nekoliko krugova da se odvoze dvije trećine utrke i da se utrka proglasi kompletno odvoženom). To drugo mjesto predstavljalo je prvi podij za Brazilca. Još dva puta Senna se penjao na podij zahvaljujući trećim mjestima odvoženima u Brands Hatchu na VN Velike Britanije, te na posljednjoj utrci sezone na VN Portugala u Estorilu. Ayrton je završio sezonu kao deveti, izjednačen s Nigelom Mansellom na devetom mjestu ukupnog poretka s trinaest (13) bodova.
No, Senna je, uz F1, te godine vozio i utrku 1000km Nürburgring gdje je, uz Henrija Pescarola i Stefana Johanssona odvezao Porsche 956 do osmog mjesta na kraju. Nadalje, sudjelovao je u ekshibicijskoj utrci prilikom otvaranja novog Nürburgringa. Utrka se vozila u identičnim Mercedes-Benz-W201 bolidima, a Senna je završio prvi ispred Nikija Laude i Carlosa Reutemanna.

### Godine u Lotusu
Iduće godine, Senna se pridružio momčadi Lotusa osnaženoj Renaultovim motorima, iako je ovaj prelazak Senne iz Tolemana u Lotus okarakteriziran kao kontroverzan jer su kružile glasine kako je Senna morao otkupiti svoj ugovor da bi mogao prijeći u Lotus. Očekivalo se da će u Lotusu Ayrton konačno pokazati svu raskoš svoga talenta. Momčadski kolega bio mu je Elio de Angelis. Vozio je jedan od najboljih automobila Lotusa svih vremena, 97T. Prvi od rekorda koji je postavio bio je 65 prvih startnih pozicija (pole positiona) iz 161 utrke. Prvi pole position ostvario je na Velika nagrada Brazila, da bi kasnije u utrci odustao zbog električkih razloga. Zahvaljujući izvrsnoj vožnji po kišnim uvjetima došao je i do prve pobjede u karijeri, koja se dogodila u Estorilu, Portugal, nadnevka 21. travnja 1985. godine. U toj utrci vodio je od početka do kraja, a Alain Prost, kasniji svjetski prvak, završio je utrku u zidu. No, ostatak sezone bio je razočaravajuć zbog čestih odustajanja iz mehaničkih razloga, iako je Ayrton tijekom čitave sezone pokazivao izuzetnu moć završavanja kvalifikacija na prvom mjestu. Do kraja sezone pobijedio je još samo jednom, na Velika nagrada Belgije, na poznatoj Spa-Francorchamps (ponovno u kišnim uvjetima). Završio je sezonu na respektabilnom, četvrtom mjestu, s 38 bodova i šest podija (dvije pobjede, dva druga mjesta i dva treća mjesta), uz sedam pole positiona. To su bile godine u kojima je uspostavio vezu s Berniejem Ecclestoneom.
Njegova druga sezona u Lotusu bila je bolja utoliko što je Lotus napravio dodatne modifikacije na bolidu i povećao pouzdanost. Senna je krenuo u sezonu drugim mjestom izgubivši nadmetanje sa sunarodnjakom Nelsonom Piquetom u njihovoj domaćoj utrci na stazi Jacarepaguá u Rio de Janeiru. No, nakon pobjede Velika nagrada Španjolske u Jerezu i spektakularne utrke u kojoj je pobijedio Nigela Mansella za samo 0,014 sekunde (14 tisućinki), po prvi put u karijeri preuzeo je vodstvo u poretku Svjetskoga prvenstva. No, na vrhu se zadržao vrlo kratko nakon ponovnih odustajanja uzrokovanih mehaničkim problemima. Nadmetanje za titulu svjetskog prvaka krenulo je u smjeru Alain Prost u McLaren-TAG-Porsche protiv dvojca u Williams-Hondi, Piqueta i Mansella. No, usprkos problemima s bolidom, pobijedio je na VN SAD-a u Detroitu i ponovno završio sezonu na četvrtom mjestu s 55 bodova, osam pole positiona, dvije pobjede i šest podija (četiri druga i dva treća mjesta, uz dvije pobjede).
Godina 1987. donijela je nove mogućnost, više nego ijedna prije. Lotus je dobio snažne Hondine motore nakon što je Renault istupio iz Formule 1. Nakon usporenoga početka sezone, Ayrton osvaja dvije utrke zaredom: prestižnu VN Monaka (prva od rekordnih šest pobjeda u monegaškoj prijestolnici) i drugu godinu zaredom VN SAD-a u Detroitu, što je Senni donijelo novo vodstvo u ukupnom poretku. Ovoga puta bolid Lotus-Honda činio se stabilnijim nego protekle dvije sezone, no Williams-Honde Mansella i Piqueta opet su bile brže. Piquet to koristi i odvaja se od konkurencije, a Senna to nije mogao pratiti, te je ispao iz utrke za naslov. Mansell i Piquet nastavili su borbu uz stalno vodstvo Piqueta, no ta utrka je prekinuta dvije utrke prije kraja kada Mansell ozljeđuje vrat u pripremama za Velika nagrada Japana. To je značilo da Senna ipak može dohvatiti drugo mjesto na kraju sezone, pod uvjetom ako prikupi barem dva treća mjesta u preostale dvije utrke. Učinio je i više od toga završivši VN Japana i Australije na drugom mjestu. No, na posljednjoj utrci sezone mjerenjem je otkriveno da su mu kočnice šire od dopuštene širine, te je diskvalificiran, što je automatski značilo oduzimanje bodova koje je zaradio u toj utrci (šest). Na kraju sezone završio je treći u ukupnom poretku s 57 bodova, 1 pole positionom i šest podija (četiri puta drugi, ne računajući utrku u kojoj je diskvalificiran, i dva druga mjesta, uz dvije pobjede). No, kraj sezone značio je zaokret i uskoro je momčad McLarena počela zvati Sennu u svoju momčad.

### Godine u McLarenu
Godine 1988., zahvaljujući vezi koju je razvio s Hondom tijekom sezone 1987. dok je vozio s Lotusom, i uz dozvolu nominalno prvog vozača McLarena, Alaina Prosta, Senna postaje drugi vozač McLarenove momčadi. Taj prelazak postao je podloga za rivalitet između ovoga dvojca kulminirajući nebrojeno puta u zanimljivim utrkama i međusobnim pretjecanjima. Tijekom sezone 1988. Senna i Prost osvojili su 15 od 16 utrka u sezoni vozeći dominantni MP4/4. Titulu svjetskog prvaka odnio je Senna iako je Prost formalno skupio više bodova, i to zbog FIA-inih izmjena u sustavu bodovanja. Naime, te sezone, od 16 odvoženih utrka, u njih 11 dodjeljivali su se bodovi za Svjetsko prvenstvo, dok su preostalih pet okarakterizirane kao utrke za prestiž.
Iduću godinu natjecanje Senne i Prosta eskalira i dolazi do psihološkog rata. Najupečatljivija utrka i dvoboj njih dvojice bila je Velika nagrada Njemačke 1989, koju je Ayrton osvojio. No, Prost je osvojio titulu svjetskoga prvaka nakon ozloglašenog incidenta u Suzuki, Japan, kada je Senna pokušao teško pretjecanje, no obojica su završili u pijesku izvan staze zahvaljujući Prostovom manevru prema Senni koji je bio izvan savršene putanje, za što je Senna doživio velike kritike, no to je bio jedini dio na stazi s realnom mogućnošću pretjecanja u završnim krugovima utrke. Senna se opravdao činjenicom da je znao, ako ne osvoji utrku, gubi prvenstvo, što je bio razlog njegovog hazarderskog poteza.
Javnost je oduvijek bila podijeljena oko krivca za taj sudar; jedni govore da je Prost bio u savršenoj putanji, dok opozicija smatra da je Prost trebao propustiti Sennu pošto je Senna već bio u unutarnjem dijelu zavoja. Činjenice pokazuju kako je Prost lagano krenuo prema Senni što je prouzrokovalo ispadanje obojice izvan staze, no Senna, iako je bio u unutarnjem dijelu zavoja, nije bio ispred Prosta. Nastavak utrke bio je infarktan; Senna je dospio do boksa i uspio zamijeniti prednje krilce, vratio se u utrku, preuzeo vodstvo i na kraju pobijedio u utrci. No, FIA je Senni oduzela svih deset bodova iz te utrke nakon utvrđivanja da je presjekao šikanu na nedozvoljen način. To je značilo da je Alain Prost prvak za sezonu 1989.
U Suzuki 1990. godine, posljednjoj utrci sezone u koju je Senna ušao kao prvi, pole position nalazio se na prljavoj i automatski sporijoj strani staze. Senna je to shvatio i, prije nego što se kvalificirao kao najbrži, saznao da će pole ipak biti na čistoj, lijevoj strani, no nakon što je kvalifikacije završio kao prvi, FIA je vratila odluku i odlučila da će pole ipak na desnoj strani. Na samom startu utrke Prost je odmah preuzeo vodstvo da bi na prvom, desnom zavoju, bio udaren od Senne. Telemetrija je pokazala da Senna nije imao namjeru kočiti što se zavoj više približavao, za razliku od Prosta, za kojega se pokazalo da je ipak lagano usporio. Oba vozača su odustala iz utrke zbog štete pretrpljene u sudaru, što je značilo da Senna osvaja naslov svjetskoga prvaka.
Senna je kasnije priznao da je morao ići na nož odmah u prvom zavoju, što je možda predstavljalo osvetu za incident sezonu prije u Suzuki. To priznanje bio je čin za koji je doživio još više kritika nego u Suzuki 1989. godine. Optuživan je za vožnju na način da mora pobijediti pod bilo koju cijenu, no mnogim navijačima bilo je teže pomiriti se Senninim odnosom prema momčadskim kolegama, koji je bio otprilike onakvim po čemu je okarakteriziran Schumi.
Sennina odlučnost da pobijedi odrazila se loše na snagu McLarena u sezoni 1992. s obzirom na to da je Williams bio nadmoćan. Nakon Prostovog prelaska u Williams 1993. godine i veta na Sennin dolazak, Senna se okreće i drugim automobilskim športovima. Odvezao je nekoliko rekorda staza u IndyCaru i testirao za momčad Marlboro Team Penske. Izvjesno vrijeme postojala je otvorena mogućnost da i Mansell, Sennin kolega, prijeđe u IndyCar. Pitanja o Senninim namjerama postala su neizvjesna 1993. godine kada nije imao potpisan ugovor niti s jednom momčadi. McLaren se pokrio prvakom IndyCara iz 1991. godine, Michaelom Andrettijem, te obećavajućim Mikom Häkkinenom.
McLaren je imao previše nesuglasica oko ugovora s Hondom što je za posljedicu imalo prekid Hondine opskrbe motorima. Nakon toga, šef momčadi Ron Dennis je pokušao opskrbiti McLaren motorima iz Renaulta, snažnima i pouzdanima, kojima se okrenuo Williams 1992. godine. Naposljetku, Ron Dennis je osigurao Fordove motore koji su imali manji broj konjskih snaga od Bennetonovih, no nade su polagane u veliku pouzdanost Fordovih motora, kao i naprednu kontrolu trakcije. No, ovakav tip motora pokazao se preučinkovitim, te je dogodine zabranjen. Senna je testirao McLarenov bolid 1993. godine i dok je zaključio kako je šasija izvrsno konstruirana, shvatio je da Fordov motor ne može osigurati jednaku brzinu kao konkurentni Williams. Odbio je potpisati ugovor za čitavu sezonu, no pristao je na race-to-race (od utrke do utrke) vožnju koja mu je donosila točno milijun američkih dolara po svakoj utrci.
Sennin start u sezonu 1993. bio je spektakularan. Nakon što je prvu utrku, VN JAR-a 1993., završio kao drugi s velikim zaostatkom, sunčanu domaću utrku u Brazilu i onu kišnu u Donningtonu, Engleska odvozio je besprijekorno i pobijedio. Ova u Donningtonu ocijenjena je kao Ayrtonova najveća utrka u karijeri, što je on sam kasnije opovrgnuo. U toj utrci, među ostalim, startao je četvrti, pao odmah na peto mjesto, no do kraja prvoga kruga već je bio vodeći u utrci. Neplanirani uspjeh nastavljen je drugim mjestom u Španjolskoj i rekordnom, šestom pobjedom u Monaku. Nakon prvih šest utrka sezone, Senna je vodio ispred velikoga rivala Alaina Prosta i Michaela Schumachera. Do tada je Senna ipak potpisao ugovor s McLarenom na čitavu sezonu.
Ipak, niti sam Senna nije mogao nastaviti borbu protiv nejednakosti snaga između momčadi. Prost je iskoristio prednost boljeg i jačeg motora, te uzeo još jednu titulu svjetskoga prvaka. Senna je zaključio sezonu dvjema lijepim pobjedama u Japanu i Australiji. Utrka u Australiji bila je vožena po teškim, kišnim uvjetima, a ujedno je označila i posljednju utrku prije prelaska iz McLarena u Williams. Ayrtonu Senni to je bila posljednja pobjeda u karijeri, te kraj McLarenovog uspjeha i čekanje na iduću pobjedu nekog njegovog vozača još nekoliko sezona.

### Tragičan kraj
Na kraju F1 sezone 1993., Senna napušta McLaren i prelazi u još jednu momčad pri vrhu, Williams-Renault. Nakon zabrane korištenja kontrole proklizavanja (traction control) i ABS-a, Williams je sezonu počeo stalnim pokušavanjem smanjenja vodstva koje je nametnuo Benetton. Senna nije završio prve dvije utrke u Interlagosu i Aidi, iako je startao s pole positiona. Zbog velike nestabilnosti na stražnjem kraju i zamjetne nepouzdanosti na početku sezone, ova dva prva startna mjesta posebno su cijenjena. Senna je dao mnogo (opreznih) izjava o tome kako njegov trenutni bolid FW16 ima mnogo dijelova koji bi trebali biti usavršeni jer taj bolid nije stekao nikakvu prednost nad prijašnjim modelima, FW15C i FW14B. 1. svibnja 1994. godine, sudjelovao je u trećoj utrci sezone, VN San Marina u Imoli. Iako tu utrku nije završio, opet je krenuo s pole positiona.
Taj vikend uzrujala su ga dva događaja. U petak, nakon popodnevnih kvalifikacija, Sennin sunarodnjak i početnik u Formuli 1, Rubens Barrichello, pretrpio je teške ozljede u sudaru koji ga je spriječio da nastupi na toj utrci. Senna je posjetio Barrichella u bolnici (preskočio je ogradu bolnice nakon zabrane posjećivanja koju su izdali liječnici) te, vidjevši Rubensove ozljede, postao uvjeren kako su sigurnosni standardi u F1 pretjerano niski. No, crni vikend se nastavio smrću Rolanda Ratzenbergera u slobodnom treningu koji je utjecao na Ayrtona toliko da je počeo ozbiljno pomišljati na odlazak iz svijeta Formule 1. Ironijom sudbine, svoje posljednje jutro proveo je na sastanku kolega vozača s ciljem da potaknu FIA-u na hitno povećanje sigurnosti stvaranjem Sigurnosne grupe vozača (eng. Drivers' Safety group). Kao najstarijem vozaču ponuđena mu je uloga predsjednika.

#### Sama nesreća
U nedjelju, na dan utrke, Pedro Lamy i J. J. Lehto sudarili su se na samom startu. Sudci utrke poslali su safety car na stazu sa svrhom usporavanja utrke i mogućnosti uklanjanja dijelova preostalih nakon sudara. Safety car ostao je na stazi šest krugova. U sedmom krugu, s kamere koja je išla uživo sa Schumijevog Bennetona, vidjelo se da je Sennin bolid dvaput proklizao sa stražnje (nepouzdane) strane. To je za posljedicu imalo izlijetanje sa staze u zavoju Tamburello i udaranje u gumama nezaštićeni betonski zid. Telemetrija je pokazala da je sa staze izletio pri brzini od 310 km/h te da je do udara u zid usporio na 218 km/h, i to u manje od dvije sekunde.
Nakon što je Sennin bolid stao, Ayrton je ostao nepokretan u kokpitu. Iako je i sam bolid udario u betonski zid velikom brzinom, nije pretrpio veliku štetu koja je bila tipična za tadašnje sudare. Bolid je jednostavno pretrpio podupravljanje i otklizao sa staze, lagano poskočio s krilcem prema gore, i kada se izravnao, udario u zid pod malim kutom, što je za posljedicu imalo, za tadašnje prilike, samo blagu štetu, otkinut prednji kotač i prednje krilce. Kratko nakon udara bolid je stao. Iako je radi malene štete sudar izgledao dobroćudno, postalo je očito da je Senna pretrpio ozljedu jer je ostao nepomičan u kokpitu u neprirodnoj poziciji tijela, nagnut koso. U nekoliko narednih sekundi kaciga mu se pomakla prema drugoj strani i potakla nadu da je sve u redu. Nakon dužeg vremenskog perioda stigla je prva pomoć za razliku od vatrogasaca koji su stigli mnogo prije, no nisu htjeli riskirati dirajući Sennu i možda prouzrokovati teže ozljede (nisu znali da je već mrtav) prije kvalificiranog medicinskog osoblja. Slika iz helikoptera prenosila se diljem svijeta dok su liječnici pokušavali spasiti Ayrtona. Ostalo osoblje utrke otkrilo je mrlje od krvi pored mjesta na kojemu je Ayrton udario. U trenutku ukazivanja pomoći, zahvaljujući nesporazumu, Larrousseov vozač Erik Comas pokušao se vratiti u utrku iako je bilo jasno da je utrka prekinuta. I druga tragedija je jedva izbjegnuta u Tamburellu jer je Comas jurio prema helikopteru koji je sletio na stazu, no zahvaljujući paničnom mahanju zastavama od strane sudaca, shvatio je poruku i stao na vrijeme.
Profesor Sidney Watkins, poznati svjetski neurokirurg te sigurnosni i medicinski delegat, kao i vođa medicinskog tima Formule 1 na stazi, izveo je traheotomiju na Senni i poslije izjavio:

## Vožnja u kvalifikacijama
Ayrton Senna, među brojnim rekordima koje je ostavio iza sebe, ostao je u povijesti Formule 1 kao jedan od najboljih vozača u kvalifikacijama svih vremena zahvaljujući 65 prvih startnih pozicija u 161 utrci (u prosjeku je svaku treću utrku startao prvi). Rekord je bio neoboren dvanaest godina poslije njegove smrti dok Michael Schumacher nije oborio i taj rekord na utrci u San Marinu 2006., u njegovoj 236. utrci karijere. Osim velikoga uspjeha u kvalifikacijama, Senna se često naziva i Gospodarem Monaka.
Jednom je opisao čudan osjećaj koji ga je obuzimao povremeno tijekom kvalifikacija. Njegovo viđenje toga osjećaja bilo je kao da je vozio u tunelu u stanju sna, a ovo je rekao nakon kvalifikacija za VN Monaka 1988. godine:
Tijekom VN San Marina 2004. obilježavala se deseta obljetnica Sennine smrti. U to vrijeme Gerhard Berger, Sennin kolega u McLarenu između 1990. i 1992. godine, izjavio je kako je bilo voziti kvalifikacije uz Sennu:
Ovaj rivalitet možda se može pripisati ne samo Ayrtonovoj odlučnosti i želji za pobjeđivanjem čak i u kvalifikacijama, nego i Bergerovom i Senninom prijateljstvu. Bergera se pamti i po znamenitoj izjavi: On je mene naučio mnogo o ovome športu; ja sam njega naučio smijanju.

## Vožnja u kišnim uvjetima
U Formuli 1 vožnja u kišnim uvjetima smatra se izuzetno zahtjevnom. Brzine moraju biti smanjene i superiornost jednoga bolida nad drugim smanjuje se. Kiša od vozača traži iznimno upravljanje bolidom i vozačke finese. Senna je, kao i Michael Schumacher u narednim godinama, imao savršene performanse u kišnim uvjetima.
Sezona 1984. godine bila je Ayrtonova prva u Formuli 1. Natjecao se u relativno nekompetentnom bolidu, Tolemanu, i u pet uvodnih utrka skupio je tri odustajanja, šesto i sedmo mjesto. Šesta utrka bila je u Monaku vožena po kiši. U utrku je krenuo na trinaestom mjestu, a utrka je završena zbog sigurnosnih razloga nakon što su sudci odlučili da je nemoguće voziti po takvim monsunskim uvjetima. U vrijeme kada je utrka zaustavljena Senna je bio na drugom mjestu i stizao je vodećega Alaina Prosta četiri sekunde po krugu! Sennine performanse u toj utrci smatraju se jednom od najboljih u povijesti F1 jer su izvedene na utrci u kojoj je pretjecanje i po suhim uvjetima izrazito teško.
U sezoni 1993. godine vožena je utrka u Donnington Parku. Ayrton je vozio za McLaren u MP4/8 bolidu, i iako je taj bolid smatran jednim od boljih, bio je inferioran Williamsovom FW15C kojega su vozili Prost i Damon Hill i Bennetonovom B193 u kojemu su bili Schumi i Riccardo Patrese. Williamsov i Bennetonov bolid za tu sezonu smatraju se tehnološki najusavršenijima ikad u Formuli 1.
U kišnu utrku krenuo je na četvrtom mjestu. Na samom početku Hill je presjekao Schumijevu putanju radi čega je Schumi morao presjeći Senninu putanju. To je iskoristio Karl Wendlinger iz Saubera i prošao obojicu ostavivši Sennu na petom mjestu iza Schumija. Senna se probijao prema naprijed poglavito radi nesnalažljivosti drugih vozača po takvim uvjetima, te je tako došao do prvoga mjesta na kraju prvoga kruga prestigavši Schumachera, Wendlingera, Hilla i Prosta. Takva vožnja, pogotovo u prvom krugu, ostala je zapamćena gotovo u svim medijima kao jedan od najvećih podviga u svijetu sporta, a samom Senni priskrbila je znameniti nadimak Kišni čovjek. Ayrton Senna smatra se najvećim i najbržim vozačem Formule 1 svih vremena, prema glasovanju iz 2006. godine.

## Najbolji vozač svih vremena
Ayrton Senna je u prosincu 2009. godine proglašen najboljim vozačem svih vremena u izboru svojih kolega vozača koji je proveo britanski magazin Autosport. U izboru je sudjelovalo 217 sadašnjih i bivših pilota F1 koji su ukupno sakupili 9.194 nastupa u Formuli 1, te ukupno 270 pobjeda.
Senna se po izboru kolega našao ispred Michaela Schumachera i Juana Manuela Fangije. Među pet najboljih su i Alain Prost i Jim Clark.  Među glasačima je bio i najstariji živući vozač F1, 98-godišnji Paul Pietsch.

### Potpuni popis rezultata u Formuli 1
(legenda) (Utrke označene debelim slovima označuju najbolju startnu poziciju) (Utrke označene kosim slovima označuju najbrži krug utrke)
| Godina | Konstruktor / Momčad                         | Gume | 1.      | 2.      | 3.      | 4.      | 5.      | 6.      | 7.      | 8.            | 9.      | 10.   | 11.     | 12.     | 13.     | 14.     | 15.     | 16.     | Bodovi  | Poredak |
| ------ | -------------------------------------------- | ---- | ------- | ------- | ------- | ------- | ------- | ------- | ------- | ------------- | ------- | ----- | ------- | ------- | ------- | ------- | ------- | ------- | ------- | ------- |
| 1984.  | Toleman-Hart Toleman Group Motorsport        | G    | BRA Ret | JAR 6   | BEL 6   | SMR DNQ | FRA Ret | MON 2   | KAN 7   | SAD Istok Ret | SAD Ret | VB 3  | NJE Ret | AUT Ret | NIZ Ret | ITA     | EUR Ret | POR 3   | 13      | 9.      |
| 1985.  | Lotus-Renault John Player Special Team Lotus | G    | BRA Ret | POR 1   | SMR 7   | MON Ret | KAN 16  | SAD Ret | FRA Ret | VB 10         | NJE Ret | AUT 2 | NIZ 3   | ITA 3   | BEL 1   | EUR 2   | JAR Ret | AUS Ret | 38      | 4.      |
| 1986.  | Lotus-Renault John Player Special Team Lotus | G    | BRA 2   | ŠPA 1   | SMR Ret | MON 3   | BEL 2   | KAN 5   | SAD 1   | FRA Ret       | VB Ret  | NJE 2 | MAĐ 2   | AUT Ret | ITA Ret | POR 4   | MEX 3   | AUS Ret | 55      | 4.      |
| 1987.  | Lotus-Honda Camel Team Lotus Honda           | G    | BRA Ret | SMR 2   | BEL Ret | MON 1   | SAD 1   | FRA 4   | VB 3    | NJE 3         | MAĐ 2   | AUT 5 | ITA 2   | POR 7   | ŠPA 5   | MEX Ret | JAP 2   | AUS DSQ | 57      | 3.      |
| 1988.  | McLaren-Honda Honda Marlboro McLaren         | G    | BRA DSQ | SMR 1   | MON Ret | MEX 2   | KAN 1   | SAD 1   | FRA 2   | VB 1          | NJE 1   | MAĐ 1 | BEL 1   | ITA 10  | POR 6   | ŠPA 4   | JAP 1   | AUS 2   | 90 (94) | 1.      |
| 1989.  | McLaren-Honda Honda Marlboro McLaren         | G    | BRA 11  | SMR 1   | MON 1   | MEX 1   | SAD Ret | KAN 7   | FRA Ret | VB Ret        | NJE 1   | MAĐ 2 | BEL 1   | ITA Ret | POR Ret | ŠPA 1   | JAP DSQ | AUS Ret | 60      | 2.      |
| 1990.  | McLaren-Honda Honda Marlboro McLaren         | G    | SAD 1   | BRA 3   | SMR Ret | MON 1   | KAN 1   | MEX 20  | FRA 3   | VB 3          | NJE 1   | MAĐ 2 | BEL 1   | ITA 1   | POR 2   | ŠPA Ret | JAP Ret | AUS Ret | 78      | 1.      |
| 1991.  | McLaren-Honda Honda Marlboro McLaren         | G    | SAD 1   | BRA 1   | SMR 1   | MON 1   | KAN Ret | MEX 3   | FRA 3   | VB 4          | NJE 7   | MAĐ 1 | BEL 1   | ITA 2   | POR 2   | ŠPA 5   | JAP 2   | AUS 1   | 96      | 1.      |
| 1992.  | McLaren-Honda Honda Marlboro McLaren         | G    | JAR 3   | MEX Ret | BRA Ret | ŠPA 9   | SMR 3   | MON 1   | KAN Ret | FRA Ret       | VB Ret  | NJE 2 | MAĐ 1   | BEL 5   | ITA 1   | POR 3   | JAP Ret | AUS Ret | 50      | 4.      |
| 1993.  | McLaren-Ford Marlboro McLaren                | G    | JAR 2   | BRA 1   | EUR 1   | SMR Ret | ŠPA 2   | MON 1   | KAN 18  | FRA 4         | VB 5    | NJE 4 | MAĐ Ret | BEL 4   | ITA Ret | POR Ret | JAP 1   | AUS 1   | 73      | 2.      |
| 1994.  | Williams-Renault Rothmans Williams Renault   | G    | BRA Ret | PAC Ret | SMR Ret | MON     | ŠPA     | KAN     | FRA     | VB            | NJE     | MAĐ   | BEL     | ITA     | POR     | EUR     | JAP     | AUS     | -       | -       |

## Vanjske poveznice
|  | Zajednički poslužitelj ima stranicu o temi Ayrton Senna    |
|  | Zajednički poslužitelj ima još gradiva o temi Ayrton Senna |